# 白细胞介素-4
白细胞介素-4（白介素-4, Interleukin-4, IL-4）是II型辅助T细胞（Th2细胞）分泌的细胞因子。化学式为：C737H1192O257N198S7，白细胞介素-4的生物作用，包括刺激活化B细胞和T细胞增殖、 CD4+T细胞分化成II型辅助T细胞. 它也在调节体液免疫和适应性免疫中起关键作用。白细胞介素-4诱导B细胞抗体类别转换向IgE，上调第二型主要组织兼容性复合体的产生。这一因子是由M·霍华德、W·保罗和E·委特塔（Vitetta）在1982共同发现的。四年后人类白细胞介素-4的核苷酸序列中被分离，证实它与一小鼠蛋白B细胞刺激因子-1（BCSF-1）类似。·

## 参看
- T细胞
- 辅助T细胞
- STAT6